# Carabodes areolatus
Carabodes areolatus är en kvalsterart som beskrevs av Berlese 1916. Carabodes areolatus ingår i släktet Carabodes och familjen Carabodidae. Arten är reproducerande i Sverige. Inga underarter finns listade.